# Paul Plamper
Paul Plamper (* 1972 in Ulm) ist ein deutscher Regisseur und Autor für Theater und Hörspiel.

## Leben
Plamper studierte von 1993 bis 1995 Theaterwissenschaft und Germanistik an der Humboldt-Universität Berlin. Seit 1992 war er als Regieassistent tätig, später arbeitete Plamper u. a. für das Berliner Ensemble und die Volksbühne Berlin. Für den WDR realisierte er die Hörspiele Hüttenkäse, Stopper, TOP HIT leicht gemacht, Henry Silber geht zu Ende, Release (in Zusammenarbeit mit dem NDR) und Hochhaus. Er inszenierte die erste türkische Heiner-Müller-Aufführung Der Auftrag am Stadttheater Istanbul. 2005–2007 kuratierte Plamper die Hörspiel-Veranstaltungsreihen „Hörspielzentrale“ am Theater Hebbel am Ufer in Berlin und „Hörspielpark“ am Theater Freiburg.
Das Hörspiel TOP HIT leicht gemacht – In 50 Minuten an die Spitze der Charts, das nach dem gleichnamigen Buch produziert wurde, handelt vom schnellen Weg zur Nr.-1-Hit-Single in den deutschen Charts. Als Teil dieses Hörspiels wurde ein Lied komponiert und gesendet, das es nach Veröffentlichung auf dem Musikmarkt bis auf Platz 37 der deutschen Charts schaffte.

## Auszeichnungen
- 1998 Türkischer Theaterpreis Der Auftrag
- 2002 Prix Europa für TOP HIT leicht gemacht
- 2004 Hörspiel des Monats September für Kantomias rettet die Welt
- 2008 Hörspiel des Monats Dezember für Ruhe 1
- 2009 Hörspielpreis der Kriegsblinden für Ruhe 1
- 2010 Robert-Geisendörfer-Preis für Der Assistent[3]
- 2011 Prix Europa für Tacet (Ruhe 2)[4]
- 2012 Deutscher Hörbuchpreis für Ruhe 1
- 2013 Hörspiel des Monats Mai für Der Kauf
- 2013 Deutscher Hörspielpreis der ARD für Der Kauf
- 2013 Hörbuch des Jahres für Der Kauf
- 2013 Hörspiel des Monats Dezember für Stille Nacht (Ruhe 3)
- 2018 Deutscher Hörbuchpreis für Dienstbare Geister
- 2021 Günter-Eich-Preis für das Gesamtwerk

## Hörspiele
- 1999: (schreibt auf. unsere haut.) – Projekt RAF, zusammen mit Alban Rehnitz, nach das info – dokumente, briefe von gefangenen aus der raf, Regie: Paul Plamper, Andreas Weiser, Musik: Kenny Martin, Andreas Weiser (HR)
- 2002: TOP HIT leicht gemacht, In 50 Minuten an die Spitze der Charts, nach Das Handbuch von The KLF, Musik: Olsen Involtini, Lychee Lassi (WDR)
- 2003: Henry Silber geht zu Ende zusammen mit Nils Kacirek (Musik) nach der Erzählung von Michael Ebmeyer (WDR)
- 2004: H2OdH nach einem Text von Heiner Müller (WDR/SR)
- 2004: Kantomias rettet die Welt, zusammen mit P.R. Kantate und Robert Ohm (DLR/SWR)
- 2004: Release zusammen mit Schneider TM, Sabrina, Mogli, MV Egon, Rabo Kivio, Marion Czogalla und Beat Halberschmidt  (WDR/NDR)
- 2005: Radio Dramat Mixe '05 zusammen mit Beat Halberschmidt, Musik:  Alter Ego, Schneider TM (WDR)
- 2006: Hochhaus 3-teiliges Hörspiel zusammen mit Kay Hafemeister nach dem Roman von J.G. Ballard, Musik: Schneider TM (WDR)
- 2008: Die Unmöglichen, zusammen mit Julian Kamphausen (WDR/SWR)
- 2008: Ruhe 1 – Hörspiel im Raum Installation und lineares Hörspiel (WDR/Museum Ludwig Köln)
- 2009: Der Assistent zusammen mit Nils Kacirek (WDR/DLF/HR)
- 2010: Tacet (Ruhe 2) (WDR/DLR)
- 2011: Das akustische Kleist-Denkmal, Hörspiel-Parcours am Wannsee, Berlin (Kulturstiftung des Bundes/Hoerspielpark/Maxim Gorki Theater Berlin)
- 2013: Der Kauf (WDR/BR/DLF/Schauspiel Köln)
- 2013 Stille Nacht (Ruhe 3) (WDR)
- 2015: Thomas von Steinaecker: Orson Welles. Ein biografisches Puzzlespiel mit Stefan Drößler, Senta Berger, Alexander Kluge, Christoph Hochhäusler, Bert Rebhandl, Paul Plamper u.a., Regie: Claudia Kattanek (DLF)
- 2017: Dienstbare Geister, 2-teiliges Hörspiel (WDR/BR/DLF Kultur/MDR/Ruhrtriennale/Maxim Gorki Theater Berlin)
- 2018: Der Absprung (WDR/Schloss- und Kulturbetrieb Altenburg/DLF Kultur/BR)

## Hörspielregie
- 2000: Tim Staffel: Hüttenkäse (WDR)
- 2000: Tim Staffel: Stopper, Musik: Plexiq (WDR)

## Toninstallationen / Hörspiele im Öffentlichen Raum
- 2005 Der Berg, 8-Kanal-Hörspielinstallation auf mehreren tausend Quadratmetern im entkernten großen Saal des Palasts der Republik.
- 2007 Müller fährt, Kunstkopf-Hörspiele für das Hörtheaterprojekt am Nationaltheater Mannheim im Straßenbahnnetz der Stadt.
- 2006/7 Hochhaus, Hörspiel- und Video-Triptychon in Zusammenarbeit mit dem Videokünstler Niklas Goldbach. Präsentation im Museum Ludwig, in Düsseldorf, Münster, Jena, Bonn, am Theater Freiburg, an den Münchner Kammerspielen und beim Literaturfestival Berlin.
- 2008 Ruhe 1, 40-Kanal-Toninstallation im Museum Ludwig.[5]
- 2011 Das akustische Kleist Denkmal, Hörspiel-Parcours am Kleinen Wannsee, Gefördert durch die Kulturstiftung des Bundes im Rahmen des Kleistjahrs und des Kleistfestivals am Berliner Maxim Gorki Theater.[6]
- 2013/14 Der Kauf (Hörspielparcours auf Brachflächen in Köln, München, Berlin und Hamburg)